# 전신병
전신병(영어: systemic disease) 또는 전신 질환은 여러 기관과 조직에 영향을 미치거나 신체 전체에 영향을 미치는 질환이다. 이는 신체의 일부에만 영향을 미치는 질환(예: 구강 궤양)인 국소 질환과 다르다.

## 같이 보기
- 주기성 발열 증후군
- 국소 질환